# Aphia minuta
Genre
Espèce
Aphia minuta, communément appelé Gobie transparent, est une espèce de gobies, l'unique espèce du genre Aphia.

Il est traditionnellement consommé en friture sur la côte méditerranéenne de l'Espagne sous le nom de Chanquete, et y est très recherché.

## Morphologie
Il mesure jusqu'à 7,9 cm pour le mâle.

## Synonymes
Aphia minuta admet de nombreux noms scientifiques synonymes :
- Aphia meridionalis Risso, 1827
- Aphya minuta (Risso, 1810)
- Aphya pellucida (Nardo, 1824)
- Argentina aphia Rafinesque, 1810
- Atherina minuta Risso, 1810
- Brachyochirus aphya Bonaparte, 1846
- Brachyochirus pellucidus (Nardo, 1824)
- Gobius albus Parnell, 1831-37
- Gobius pellucidus Kessler, 1859
- Gobius pellucidus Nardo, 1824
- Gobius stuvitzii Düben, 1845
- Gobius stuwitzii Düben, 1845